# اونور کیوراک
اونور کیوراک (ترکی استانبولی: Onur Kıvrak؛ زادهٔ ۱ ژانویهٔ ۱۹۸۸) بازیکن فوتبال اهل ترکیه است.
از باشگاه‌هایی که در آن بازی کرده‌است می‌توان به باشگاه فوتبال ترابزون‌اسپور اشاره کرد.
وی همچنین در تیم‌های ملی فوتبال زیر ۲۱ سال ترکیه، و ترکیه بازی کرده‌است.